# Bjärhult
Bjärhult är en medeltida gård i Malexanders socken, Boxholms kommun. Gården bestod av ett hemman och hörde till Ydre härad, häradsjägmästare bodde här 1741 Gustaf Wetterström. Den är belägen öster om Lillsjön.
Biaerghult testamenterades tillsammans med ett antal andra gårdar 1405 av riddaren Ture Bengtsson till Vadstena kloster. 

## Ägare
- -1405 Ture Bengtsson
- 1405- Vadstena Kloster
- 1686- M. E. Hillebard
- ca. 1850-talet Fredrik Drotty (1785-1856)
- 1884- Boxholms AB

## Torp och stugor
- Ängaryd
- Bergslund
- Gröndalen
- Holmetorp
- Nyhemmet
- Johannisberg (1843)

### Webbkällor
- http://krafttaget.com/JohanBirath/malexander.html